# 18263 Anchialos
18263 Anchialos este o planetă minoră (asteroid), cu un diametru de 21,331 km, din Asteroid troian al lui Jupiter. A fost descoperită pe 25 septembrie 1973 la Observatorul Palomar de Cornelis Johannes van Houten. 
Obiectul prezintă o orbită caracterizată de o semiaxă mare de 5,1873305 UAi, o excentricitate de 0,04, o înclinație de 10,61014 ° în raport cu ecliptica.